# 小林正興
小林 正興（こばやし まさおき、1967年3月3日 - ）は、日本の実業家、情報技術者。テックファーム創業者・元代表取締役社長。アバント元執行役員グループCIO&CTO。

## 人物・来歴
東京都日野市出身。1985年桐朋高等学校卒業。1989年東北大学工学部原子核工学科卒業。1991年東京工業大学大学院理工学研究科原子核工学専攻修了。同年横河・ヒューレット・パッカードに入社し、半導体計測機器の研究開発に従事。1996年からハイパーネット技術部長を務め、インターネット広告システムを開発。
1997年にハイパーネットが破産すると、1998年にハイパーネットの同僚だった筒井雄一朗らとテックファームを設立し、取締役CTOに就任。1999年同社取締役副社長CTO。CTOとしてiモード設立の技術コンサルティング、おサイフケータイの開発などを進めた。
2009年テックファーム代表取締役社長。2010年テックファーム取締役副社長。2012年テックファーム技術顧問、ディーバ取締役技術担当、開発第二本部長。2013からは持株会社化されたアバントで執行役員グループCIO&CTOを務めた。

## 著書
- 『良いAndroidアプリを作る139の鉄則』（共著）技術評論社 2014年
- 『Androidアプリ開発の極意 : プロ品質を実現するための現場の知恵とテクニック』（共著）技術評論社 2017年